# 列昂尼德·沙拉耶夫
列昂尼德·加夫里洛维奇·沙拉耶夫（烏克蘭語：Леонід Гаврилович Шараєв，1935年4月12日—2021年12月13日），苏联及乌克兰政治人物，曾任乌克兰共产党尼古拉耶夫州委员会第一书记。

## 生平
1935年4月12日出生。1957年加入苏联共产党。1958年毕业于尼古拉耶夫造船学院，进入尼古拉耶夫黑海造船厂工作。1982年毕业于苏共中央社会科学院（函授）。
- 1958年12月，乌克兰共青团黑海造船厂委员会书记处书记。
- 1960年，乌克兰共青团尼古拉耶夫州委员会第二书记。
- 1961年3月至1963年1月，乌克兰共青团尼古拉耶夫州委员会第一书记。
- 1963年1月至1964年12月，乌克兰共青团尼古拉耶夫州工业委员会第一书记。
- 1964年12月至1967年2月，乌克兰共青团尼古拉耶夫州委员会第一书记。
- 1967年至1968年，乌克兰共产党尼古拉耶夫州委员会部长。
- 1968年至1973年，乌克兰共产党尼古拉耶夫市委员会第一书记。
- 1973年11月至1975年，乌克兰共产党中央委员会巡视员。
- 1975年9月19日至1978年，乌克兰共产党伏罗希洛夫格勒州委员会书记处书记。
- 1978年至1980年11月3日，乌克兰共产党伏罗希洛夫格勒州委员会第二书记。
- 1980年10月至1990年5月，乌克兰共产党尼古拉耶夫州委员会第一书记。
- 1990年至1991年，乌克兰苏维埃社会主义共和国最高苏维埃办公厅第一副主任。
- 2021年12月13日，在基辅逝世[2]。

## 社会职务
- 苏联共产党中央审计委员会委员（1981年－1990年）
- 第十一届最高苏维埃联盟院代表（1984年－1989年）
- 苏联人民代表大会代表（1989年－1991年）
- 基辅尼古拉耶夫同乡会副主席（－2010年）[3]